# 德賓科街站
德賓科街站（羅馬化：Ulitsa Dybenko）是聖彼得堡地鐵右岸線的一個車站，在1987年10月1日啟用。

## 外部連結
- 维基共享资源上的相關多媒體資源：德賓科街站